# Manduca morelia
Manduca morelia är en fjärilsart som beskrevs av Druce 1894. Manduca morelia ingår i släktet Manduca och familjen svärmare. Inga underarter finns listade i Catalogue of Life.